# Rudolf Koldewey
Rudolf Koldewey (* 22. Januar 1914 in Linden; † 6. Dezember 2004 in Hannover) war ein deutscher sozialdemokratischer Kommunalpolitiker und Verwaltungsbeamter. Unter dem Oberstadtdirektor von Hannover, dem „Macher“ und „Feldherrn der Rückzugsgenerale“, wurden zahlreiche Groß- und Umbauprojekte der 1970er Jahre fertiggestellt.

## Leben
Geboren in der seinerzeit noch selbständigen Stadt Linden, besuchte Rudolf Koldewey die dortige Humboldtschule. Nach seinem Abitur 1932 trat er in ein Dienstverhältnis zur Stadt Hannover ein.
Koldewey wurde 1938 zum Stadtinspektor ernannt, der untersten Stufe der Laufbahn des gehobenen Dienstes. Im Zweiten Weltkrieg diente er als Soldat und geriet anschließend in Kriegsgefangenschaft.
1948 setzte Rudolf Koldewey seine Tätigkeit in der hannoverschen Stadtverwaltung fort, wurde 1955 in den höheren Dienst übernommen und zum Verwaltungsrat der Stadt ernannt, 1961 zum Oberverwaltungsrat.
Nach den Kommunalwahlen 1964 wurde Koldewey am 15. Dezember 1965 zum Stadtdirektor gewählt und ein knappes Jahrzehnt später am 25. April 1974 als Oberstadtdirektor zum Nachfolger von Martin Neuffer.
In die Position des obersten hannoverschen Verwaltungsbeamten war Koldewey gewählt worden, als die finanzielle Lage der Stadt mehr und mehr in Schieflage geraten war: So lag die Pro-Kopf-Verschuldung Hannovers im Jahr 1976 bei rund 3.200 DM (umgerechnet 1.600 Euro) und war damit seinerzeit führend vor allen anderen deutschen Großstädten. Koldewey, der nach dem „Visionär“ Neuffer als „Macher“ und Konsolidierer galt und von Hanns Adrian als „Feldherr der Rückzugsgenerale“ bezeichnet wurde, musste daher vor allem „re-“agieren:
So wollte Koldewey 1975 etwa Zuschüsse für die Pflege des Stadtimages von rund 100.000,- DM auf 30.000 DM kürzen – während vergleichbare Großstädte dafür längst Millionenbeträge im Etat eingeplant hatten. Von der Kürzung betroffen gewesen wäre etwa das seit 1970 unter Martin Neuffer und dem späteren Stadtimagepfleger Mike Gehrke veranstaltete Altstadtfest, das im Rahmen des „Experiments Straßenkunst“ ab 1970 stattfand. Nach Bürgerprotesten auch über Leserbriefe etwa in der Hannoverschen Allgemeinen Zeitung blieb dann zwar der Zuschuss konstant, jedoch wurden die Mieten für die Stände erhöht und es hob eine – auch bundesweit zu beobachtende – Kommerzialisierung der Festivitäten an.
In Koldeweys Amtszeit fielen etwa
- die Umsetzung der 1974 beschlossenen Gebietsreform;[1]
- die Fortsetzung[1] des 1965 begonnenen Baus der U-Bahn („Unterpflasterbahn“)[6]
- die Fortführung der beschlossenen städtischen Sanierungsprogramme[1]

sowie die Fertigstellung beziehungsweise Eröffnung
- des Ihme-Zentrums,[1]
- des Zentralen Omnibusbahnhofs (ZOB) am Raschplatz[1]
- des nach dem U-Bahn-Bau am Kröpcke 1976 neu errichteten Café Kröpcke[7][1]
- der Eilenriedehalle[1] (von 1975)[8]
- des Lister Turms,[1] der nach anderen Nutzungen und umfassenden Renovierungen am 20. Dezember 1974 als 4. Freizeitheim der Stadt eröffnet wurde,[9]
- des Bundesleistungszentrums am Maschsee, sowie[1]
- die Umgestaltung des Pavillons zu einem Zentrum alternativer Kulturarbeit,[1] die Koldewey bei der Übergabe des Nutzungsvertrages an die Bürgerinitiative am 1. Oktober 1977 mit 20.000 DM Beihilfe unterstützte.[2]

Rudolf Koldewey wurde am 31. Januar 1979 in den Ruhestand verabschiedet.

## Ehrenämter
Neben seiner Verwaltungstätigkeit übte Rudolf Koldewey zahlreiche Ehrenämter aus, darunter
- 1965–1972: Geschäftsführer des Niedersächsischen Städtetags;[1]
- 1966–1974: Mitglied im Landespersonalausschuss;[1]
- 1974–1979: Aufsichtsratsmitglied der Deutschen Messe AG sowie der Flughafen Langenhagen GmbH.[1]

## Grabmal
Das Grabmal von Rudolf Koldewey findet sich auf dem Stadtfriedhof Engesohde, Abteilung 23E, Grabnummer 5.